# Haka

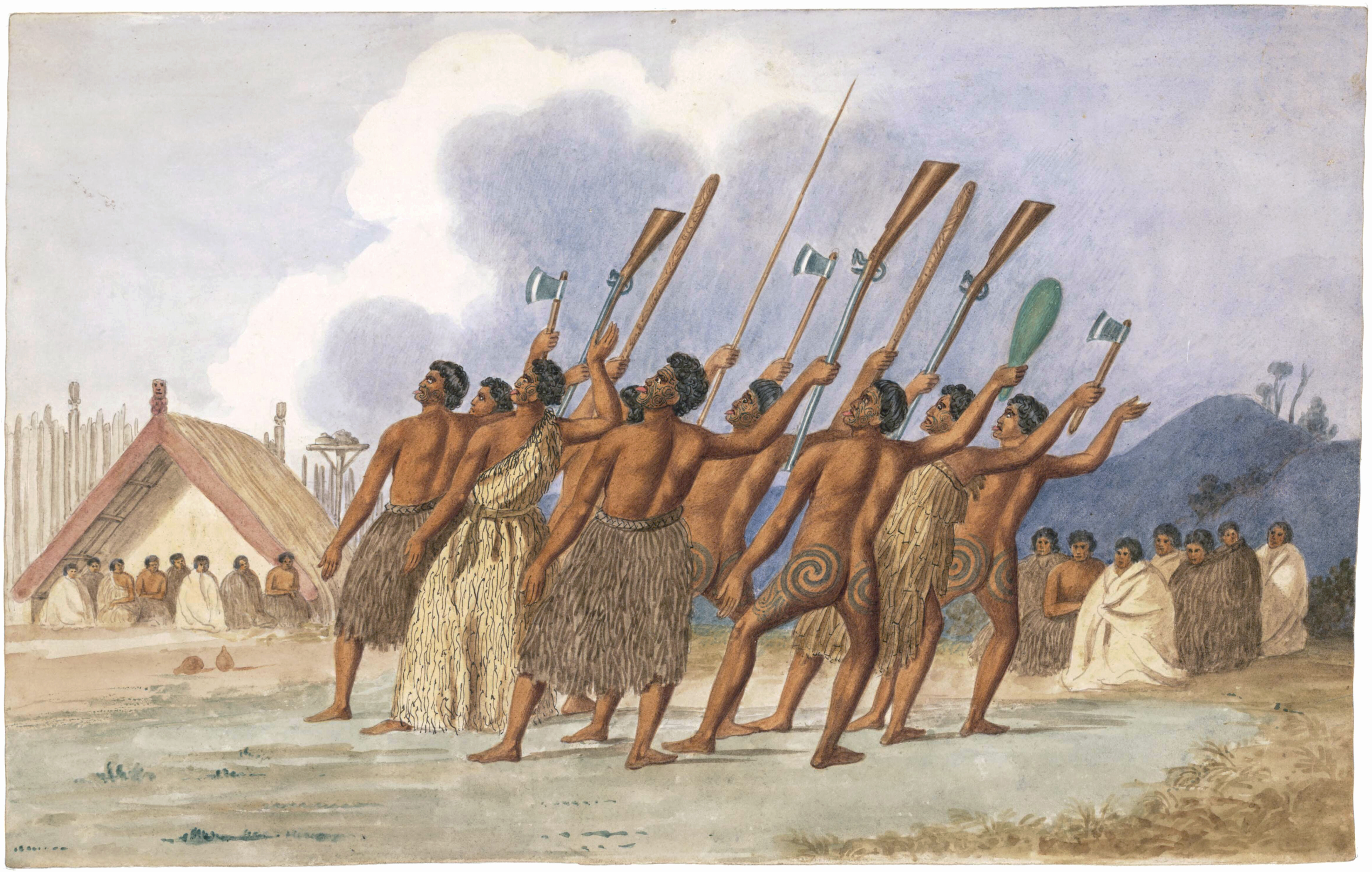
A haka, a maori tánc hagyományos műfaja (1845)

A haka egy tradicionális maori harci tánc. Többféle létezik, de a legismertebb a „Ka Mate”. A haka egyszerre szolgálja az ellenfelek megfélemlítését, kigúnyolását, a saját harcosok bátorítását, de vannak olyanok is, amik köszönetet nyilvánítanak valakinek, esküvők alkalmával adják elő az ifjú pár üdvözlésére, vagy nagyra becsült vendégek fogadására szolgál.

## A „Ka Mate” története
A legenda szerint egy maori törzsfőnök menekült ellenségei elől, amikor egy másik főnök falujába ért, aki arról volt híres, hogy a haja dús volt, és a testét az átlagosnál több szőr borította. A falu urát arra kérte, hogy bújtassa el ellenségei elől, aki segített, és elrejtette egy édesburgonyatároló verembe. Nemsokára megérkeztek az üldözők is, és kérdezték a "szőrös törzsfőt", hogy mit látott. Az elküldte a harcosokat egy másik irányba, megmentve a menekülő életét. Eközben a verembe bújt törzsfő a halálra készült, mert nem hitte, hogy megmenekülhet. De amikor az üldöző harcosok távozását hallotta, örömében megénekelte az érzéseit, és a veremből kimászva így köszönte meg segítője jóságát, elkántálva és eltáncolva a történetet.

### Előadása
A haka általában öt instrukcióval kezdődik, amit a vezető üvölt. Aztán a csapat követi őt.
| Vezető:   | Ringa pakia!                         |  | Üsd a tenyered a combodhoz!                        |
|           | Uma tiraha!                          |  | Nyomd ki a mellkasod.                              |
|           | Turi whatia!                         |  | Hajlítsd a térded!                                 |
|           | Hope whai ake!                       |  | Kövesse a csípőd is!                               |
|           | Waewae takahia kia kino!             |  | Üsd a talpad a földhöz, amilyen erősen csak tudod! |
|           |                                      |  |                                                    |
| Vezető:   | Ka mate, ka mate                     |  | Meghalok, meghalok                                 |
| A csapat: | Ka ora Ka ora                        |  | Élek, élek                                         |
| Vezető:   | Ka mate, ka mate                     |  | Meghalok, meghalok                                 |
| A csapat: | Ka ora Ka ora "                      |  | Élek, élek,                                        |
| Mindenki: | Tēnei te tangata pūhuru-huru         |  | Ez az a szőrös ember                               |
|           | Nāna nei i tiki mai whakawhiti te rā |  | ...aki miatt újra ragyog rám a nap                 |
|           | A upane... Ka upane                  |  | Fel (a létrán), még (egy lépés) fel (a létrán)     |
|           | A upane... Ka upane                  |  | Fel, még fel                                       |
|           | Whiti te rā!                         |  | Süt a nap!                                         |
|           | Hī!                                  |  | Ragyogj!                                           |